# Georg Schäfer (Politiker)
Georg Schäfer (* 2. Mai 1919 in Egelsbach; † 24. Juli 2014) war ein deutscher Politiker (SPD) und als Abgeordneter Mitglied des Hessischen Landtags. Er war zudem ab 1968 Geschäftsführer der Lotterie-Treuhandgesellschaft mbH Hessen.

## Ausbildung und Beruf
Georg Schäfer, geboren im Kreis Offenbach, machte nach dem Abschluss der Volksschule 1933 eine Lehre als Dreher, arbeitete als solcher und leistete 1939 bis 1945 Kriegsdienst als Soldat. Nach dem Krieg arbeitete er von 1945 bis 1968 bei der Deutschen Bundesbahn. Von 1949 bis 1950 war er Student in den USA. Von 1952 bis 1968 war er Bezirksleiter der Gewerkschaft der Eisenbahner Deutschlands. 1968 wurde sein politisches Engagement mit dem Geschäftsführerposten der Lotterie-Treuhandgesellschaft mbH Hessen belohnt.

## Politik
Georg Schäfer ist seit 1945 Mitglied der SPD und dort seit 1960 Kreisvorsitzender der SPD Darmstadt.
Kommunalpolitisch war er 1946 bis 1949 Stadtverordneter in Dreieichenhain und Stadtverordneter in Darmstadt von 1952 bis 1956. Von 1956 bis 1965 und ab 1972 war er dort ehrenamtlicher Stadtrat.
Vom 1. Januar 1961 bis zum 30. November 1978 wirkte er als Abgeordneter im hessischen Landtag. 1962 und 1966 wurde er im Wahlkreis Darmstadt-Stadt I, 1970 im Wahlkreis Darmstadt-Stadt II direkt gewählt, bei den anderen Wahlen über die Landesliste. Von 1970 bis 1974 war er stellvertretender Vorsitzender der SPD-Fraktion, von 1974 bis 1978 Erster Vizepräsident des Landtags.
1964 und 1969 war er Mitglied der Bundesversammlung.

## Sonstiges
Georg Schäfer war seit 1961 Vorstandsmitglied des hessischen Sportbundes und Vorsitzender des hessischen Schwimmverbandes. Sein Begräbnis erfolgte im Naturfriedhof von Mühltal.

## Ehrungen und Auszeichnungen
- 1966: Sportplakette des Landes Hessen
- 1973: Bundesverdienstkreuz Erster Klasse
- 1976: Freiherr-vom-Stein-Plakette
- 1976: Großes Bundesverdienstkreuz
- 1978: Silberne Verdienstplakette der Stadt Darmstadt
- Verschiedene Ehrungen durch Vereine und Verbände